# Nungnadda Wannasuk
Nungnadda Wannasuk (thailändisch หนึ่งนัดดา วรรณสุข, RTGS Nungnadda Wannasuk; * 11. November 1989 in Nakhon Ratchasima) ist eine ehemalige thailändische Tennisspielerin.

## Karriere
Nungnadda Wannasuk spielte vornehmlich auf der ITF Women’s World Tennis Tour, auf der sie neun Titel im Einzel und 15 im Doppel gewinnen konnte.
2005 erhielt sie eine Wildcard für die Qualifikation zu den Volvo Women’s Open, ihrem ersten Turnier auf der WTA Tour. Sie verlor ihr Erstrundenmatch gegen Olga Lazarchuk mit 2:6 und 1:6.
2006 erhielt sie eine Wildcard für die Qualifikation zu den PTT Bangkok Open, wo sie in der ersten Runde gegen Hee-Sun Lyoo-Suh mit 6:1 und 6:4 gewann, in der zweiten Runde dann aber gegen Angelique Widjaja mit 3:6 und 0:6 verlor. Im Februar und November konnte sie ihre ersten beiden Titel im Einzel, im Juli den ersten Titel im Doppel auf der ITF Women’s World Tennis Tour gewinnen.
2007 erhielt sie abermals eine Wildcard für die Qualifikation zu den PTT Bangkok Open, wo sie nach einem Dreisatzsieg gegen Jelisaweta Totschilowskaja mit einer 3:6- und 5:7-Niederlage gegen Oqgul Omonmurodova abermals in der zweiten Runde scheiterte. Im Mai und Juli konnte sie weitere zwei Titel im Einzel und im September ihren zweiten Titel im Doppel auf der ITF Women’s World Tennis Tour gewinnen.
2008 erreichte sie mit Siegen über Xenija Palkina und Andreea Ehritt-Vanc die Qualifikationsrunde der Qualifikation zu den Pattaya Women’s Open und scheiterte gegen Xu Yifan mit einer knappen 6:4, 5:7- und 4:6-Niederlage nur knapp an ihrer ersten Hauptfeldteilnahme bei einem Turnier der WTA Tour.
2009 erhielt sie sowohl eine Wildcard für die Qualifikation zum Hauptfeld des Dameneinzels als auch mit ihrer Partnerin Varatchaya Wongteanchai für das Hauptfeld im Damendoppel. Während sie im Einzel bereits ihr erstes Match gegen Ivana Lisjak mit 4:6, 6:4 und 1:6 verlor, konnte sie im Doppel mit ihrer Partnerin ihr Erstrundenmatch gegen Astrid Besser und Megan Moulton-Levy mit 6:4 und 6:0 gewinnen, bevor die beiden gegen Jaroslawa Schwedowa und Tamarine Tanasugarn in der zweiten Runde mit 0:6 und 3:6 verloren. Im August 2009 konnte sie je einen weiteren Titel im Einzel und Doppel auf der ITF Women’s World Tennis Tour gewinnen.
2010 war sie Teilnehmerin der Asienspiele.
2011 gewann sie bei der Sommer-Universiade den Titel im Team und die Silbermedaille im Dameneinzel.

## Turniersiege

### Einzel
| Nr. | Datum              | Turnier    | Kategorie   | Belag             | Finalgegnerin           | Ergebnis      |
| --- | ------------------ | ---------- | ----------- | ----------------- | ----------------------- | ------------- |
| 1.  | 25. Februar 2006   | Benin City | ITF $10.000 | Hartplatz         | Nathalia Rossi          | 6:2, 6:1      |
| 2.  | 11. November 2006  | Pune       | ITF $10.000 | Hartplatz         | Amina Rakhim            | 3:6, 6:3, 6:2 |
| 3.  | 6. Mai 2007        | Jakarta    | ITF $10.000 | Hartplatz         | Noppawan Lertcheewakarn | 3:6, 6:4, 6:3 |
| 4.  | 20. Juli 2007      | Khon Kaen  | ITF $10.000 | Hartplatz         | Chen Yi                 | 6:3, 6:0      |
| 5.  | 20. September 2009 | Kyōto      | ITF $10.000 | Teppich (Halle)   | Akiko Yonemura          | 1:6, 6:3, 6:4 |
| 6.  | 9. Oktober 2010    | Nonthaburi | ITF $10.000 | Hartplatz         | Zhu Lin                 | 6:4, 6:1      |
| 7.  | 10. Juni 2012      | Taipei     | ITF $10.000 | Hartplatz (Halle) | Chan Chin-wei           | 6:4, 7:63     |
| 8.  | 14. Juli 2012      | Pattaya    | ITF $10.000 | Hartplatz         | Jang Su-jeong           | 6:4, 4:6, 6:4 |
| 9.  | 15. Dezember 2012  | Bangkok    | ITF $10.000 | Hartplatz         | Wang Yafan              | 6:3, 6:1      |

### Doppel
| Nr. | Datum             | Turnier    | Kategorie   | Belag     | Partnerin               | Finalgegnerinnen                          | Ergebnis          |
| --- | ----------------- | ---------- | ----------- | --------- | ----------------------- | ----------------------------------------- | ----------------- |
| 1.  | 22. Juli 2006     | Bangkok    | ITF $10.000 | Hartplatz | Varatchaya Wongteanchai | Chang Kai-chen Nguyễn Tuy-Dung            | 6:4, 6:4          |
| 2.  | 1. September 2007 | Neu-Delhi  | ITF $10.000 | Hartplatz | Tara Iyer               | Sophia Mulsap Varatchaya Wongteanchai     | 6:4, 6:3          |
| 3.  | 2. August 2009    | Jakarta    | ITF $10.000 | Hartplatz | Varatchaya Wongteanchai | Beatrice Gumulya Jessy Rompies            | 6:2, 6:75, [10:7] |
| 4.  | 8. Oktober 2010   | Nonthaburi | ITF $10.000 | Hartplatz | Peangtarn Plipuech      | Chen Yi Varatchaya Wongteanchai           | 7:5, 6:74, [11:9] |
| 5.  | 3. Dezember 2010  | Mandya     | ITF $10.000 | Hartplatz | Peangtarn Plipuech      | Rushmi Chakravarthi Poojashree Venkatesha | 6:1, 6:1          |
| 6.  | 9. Dezember 2010  | Bangalore  | ITF $25.000 | Hartplatz | Luksika Kumkhum         | Chen Yi Kumiko Iljima                     | 7:65, 5:7, [10:8] |
| 7.  | 1. Oktober 2011   | Jakarty    | ITF $25.000 | Hartplatz | Nicha Lertpitaksinchai  | Kao Shao-yuan Zhao Yijing                 | 6:4, 6:4          |
| 8.  | 5. November 2011  | Kuching    | ITF $10.000 | Hartplatz | Luksika Kumkhum         | Lu Jia-xiang Lu Jiajing                   | 6:4, 6:3          |
| 9.  | 28. Februar 2014  | Nonthaburi | ITF $10.000 | Hartplatz | Varunya Wongteanchai    | Miyu Katō Yuuki Tanaka                    | 6:2, 6:2          |
| 10. | 2. Mai 2014       | Bangkok    | ITF $10.000 | Hartplatz | Varunya Wongteanchai    | Lee Hua-chen Shweta Rana                  | 1:6, 6:3, [10:8]  |
| 11. | 9. Mai 2014       | Bangkok    | ITF $10.000 | Hartplatz | Varunya Wongteanchai    | Kyōka Okamura Hirono Watanabe             | 6:2, 7:5          |
| 12. | 3. April 2015     | Dehra Dun  | ITF $10.000 | Hartplatz | Prarthana Thombare      | Prerna Bhambri Rishika Sunkara            | 6:0, 6:4          |
| 13. | 10. April 2015    | Ahmedabad  | ITF $25.000 | Hartplatz | Peangtarn Plipuech      | Nao Hibino Prarthana Thombare             | 6:3, 2:6, [12:10] |
| 14. | 29. Mai 2015      | Bangkok    | ITF $10.000 | Hartplatz | Hsu Ching-wen           | Kamonwan Buayam Dabin Kim                 | 4:6, 7:64, [10:3] |
| 15. | 5. Juni 2015      | Bangkok    | ITF $10.000 | Hartplatz | Fatma Al-Nabhani        | Kamonwan Buayam Dabin Kim                 | 6:3, 7:5          |